# Adriatik Hotel
L'Adriatik Hotel è un albergo costiero a cinque stelle di Durazzo, parte della catena Best Western nella sua Premier Collection.

## Storia

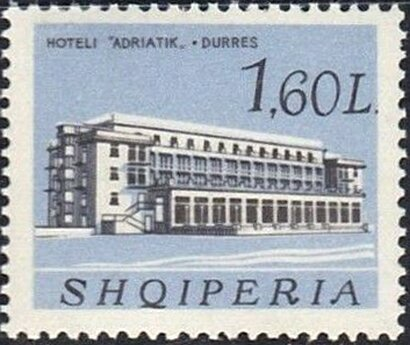
L'hotel in un francobollo del 1965.

L'albergo fu costruito nel 1957 su progetto dell'architetto Gani Strazimiri sulla spiaggia di Durazzo. Tra le decorazioni interne sono presenti copie delle foto di Pietro Marubi e dipinti originali di Gentiana Gishti.
Dopo la caduta del regime comunista, l'albergo è stato acquistato dalla famiglia Dudaj nel 2000 ed è stato oggetto di un profondo restauro concluso con la riapertura il 31 luglio 2003.
Nel maggio 2019 è stata inaugurata un spa denominata Queen Teuta.

## Descrizione
L'albergo è dotato di 70 stanze, due ristoranti coperti, tre bar, due piscine (di cui una esterna con acqua di mare e un interna), una spa con sale per massaggi, trattamenti per il volto, hammam e sauna oltre che sale per eventi e conferenze e un campo da tennis.